# Domo de Sapporo
El Sapporo Dome (en japonés: 札幌ドーム en español: Domo de Sapporo) se ubica en Sapporo, Japón. Fue sede de la Copa Mundial de Fútbol de 2002 celebrada en Corea del Sur y Japón. Es el estadio del Consadole Sapporo de la J1 League de fútbol y anteriormente lo era también de los Hokkaido Nippon-Ham Fighters de la Nippon Professional Baseball.
El Sapporo Dome es un estadio dónde es posible tanto la práctica del fútbol como la béisbol. Además, se ha utilizado para etapas superespeciales del Rally de Japón, y albergó las ceremonias de los Juegos Asiáticos de Invierno de 2017.

## Historia
El estadio que fue diseñado por el arquitecto japonés Hiroshi Hara, con motivo de la Copa Mundial de Fútbol Corea-Japón 2002. La cancha con hierba natural se desliza fuera del recinto sobre un colchón de aire para que este crezca, permitiendo a la vez otros usos de la estructura, cómo recitales u exposiciones. En su parte superior se ubica un observatorio que ofrece una panorámica de la ciudad Sapporo, cuyo centro se encuentra a 7.5 km del estadio.
Capacitado para recibir 42 200 espectadores con 1700 lugares en el estacionamiento, tiene una área de 306 458 metros cuadrados, de los cuales 18 800 están al aire libre, donde una fracción es ocupada por un jardín botánico.
En marzo de 2015, la empresa japonesa Mitsubishi Electric remodeló los marcadores electrónicos del estadio. Dicha remodelación consistió en 2 pantallas gigantes de 8,64 x 32 metros y un marcador secundario de 3,84 x 13,12 metros.
En 2023 los Nippon-Ham Fighters abandonaron este estadio para pasar a jugar en un parque de pelota exclusivo para ellos, dejando al Consadole Sapporo como el único inquilino habitual del domo.

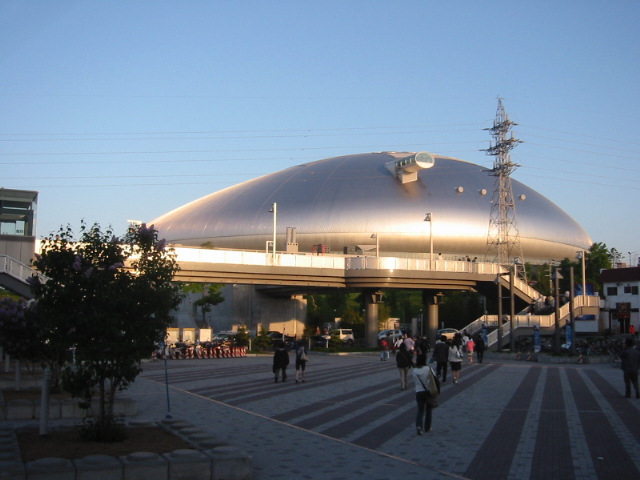
Fachada exterior del domo.
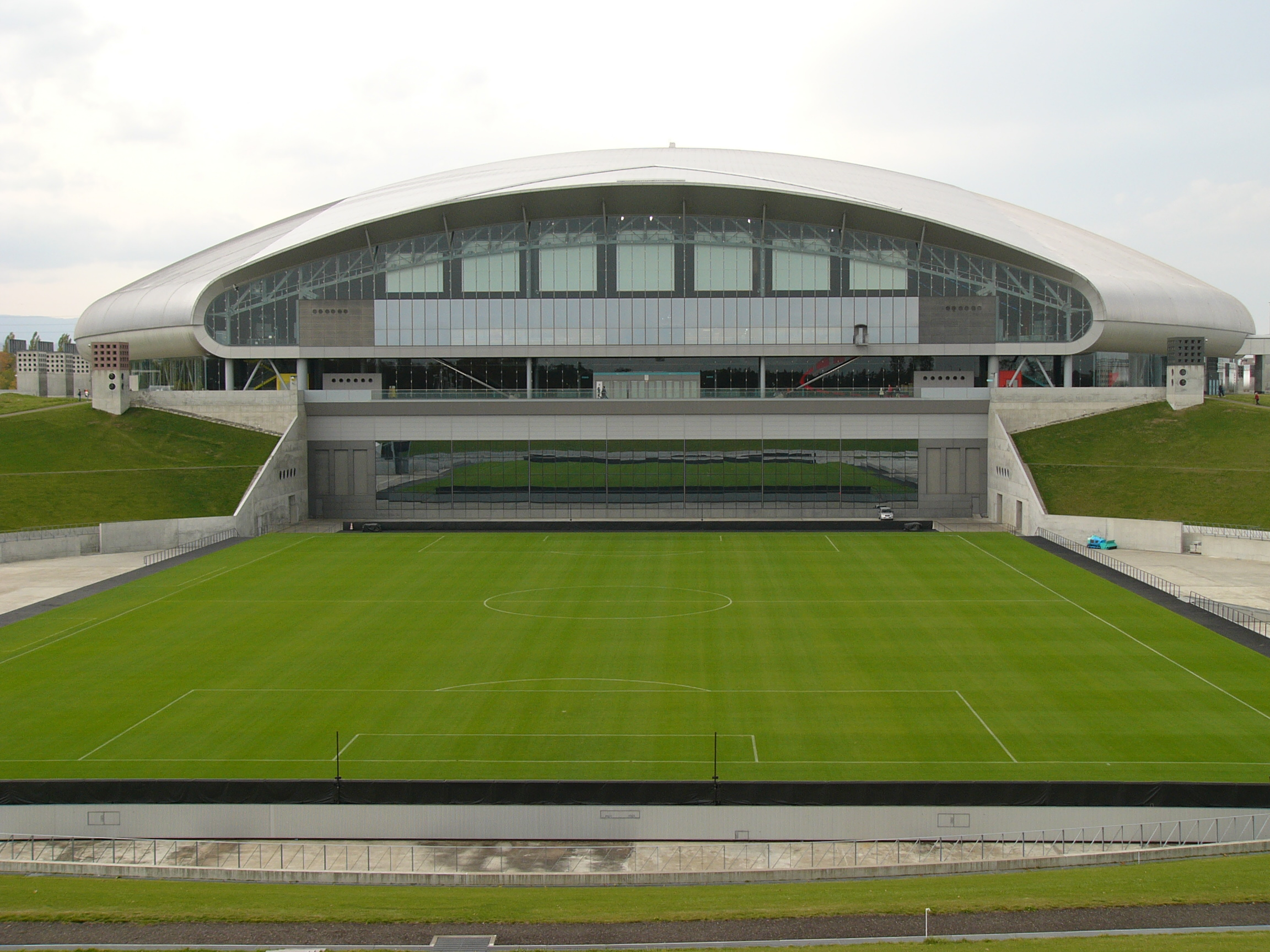
Terreno de juego en el exterior del estadio.
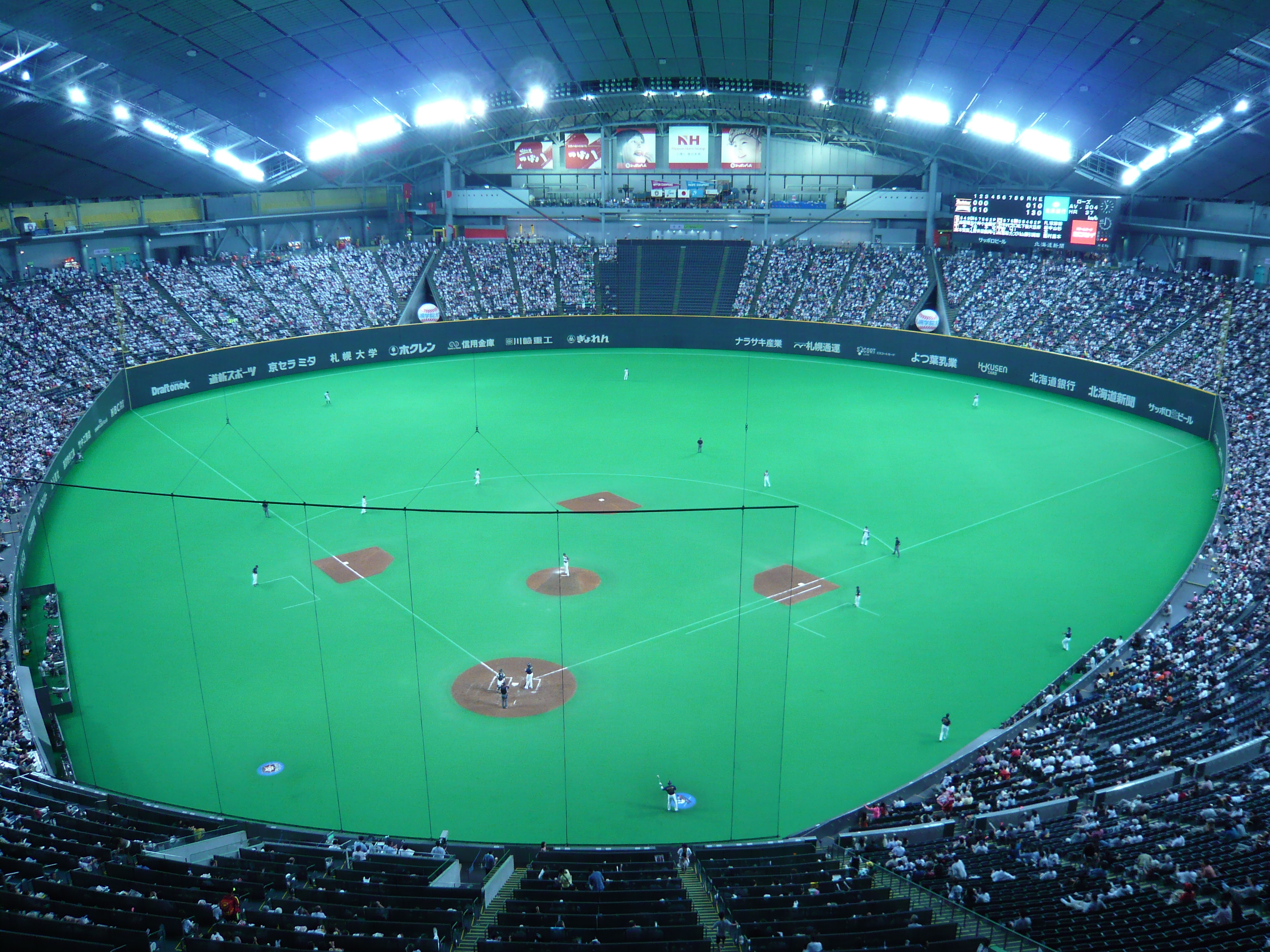
Interior del estadio durante un partido de béisbol.
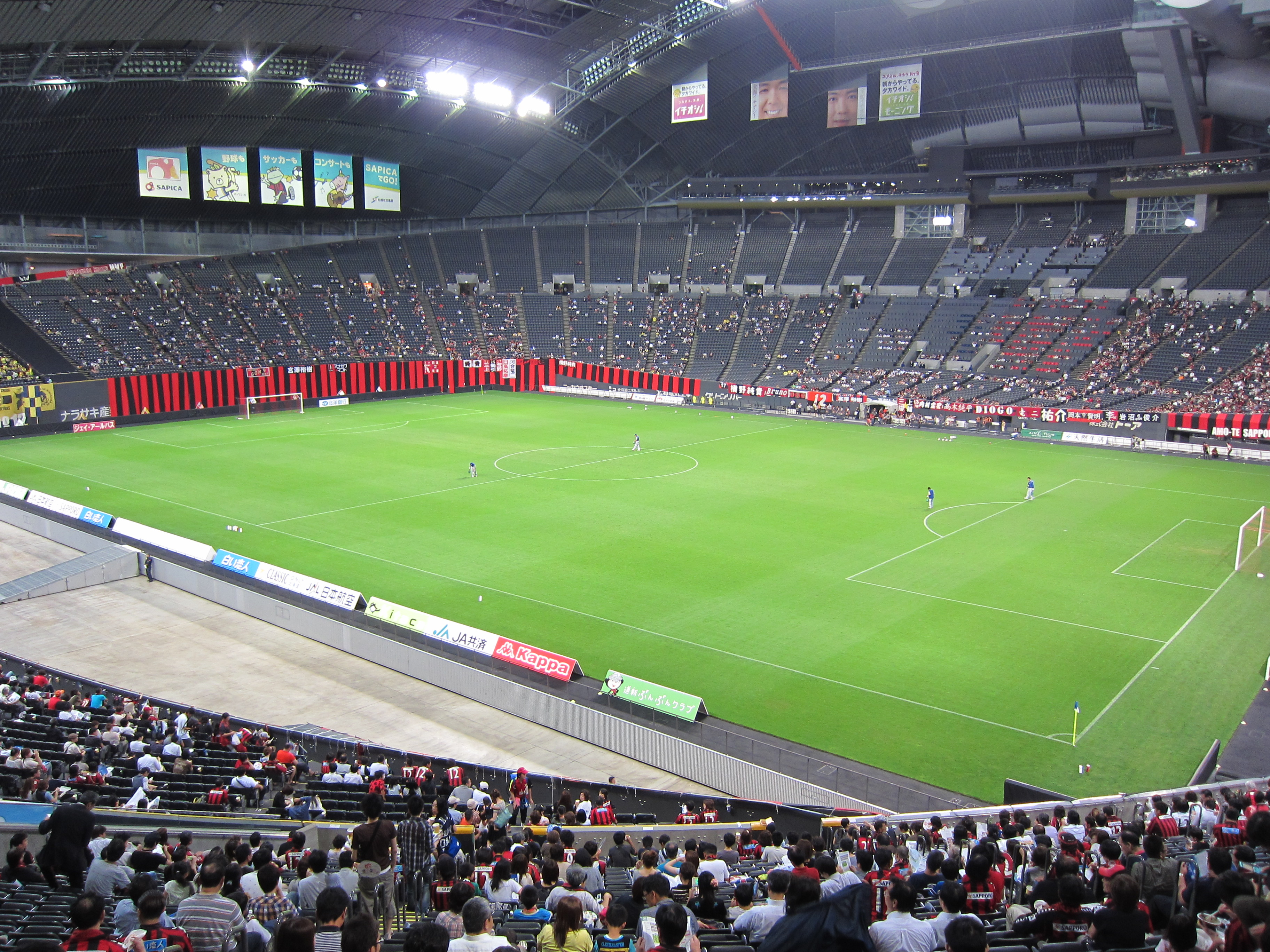
Cancha de fútbol instalada dentro del estadio, durante un partido de fútbol.

## Copa Mundial de Fútbol de 2002
- ver Copa Mundial de Fútbol de 2002.

| Fecha    | Selección | Resultado | Selección      | Ronda   |
| -------- | --------- | --------- | -------------- | ------- |
| 1-6-2002 | Alemania  | 8 - 0     | Arabia Saudita | Grupo E |
| 3-6-2002 | Italia    | 2 - 0     | Ecuador        | Grupo G |
| 7-6-2002 | Argentina | 0 - 1     | Inglaterra     | Grupo F |

## Partidos del Mundial de Rugby 2019
- ver Copa Mundial de Rugby de 2019.

| Fecha     | Selección  | Resultado | Selección | Ronda   |
| --------- | ---------- | --------- | --------- | ------- |
| 21-9-2019 | Australia  | 39 - 21   | Fiyi      | Grupo D |
| 22-9-2019 | Inglaterra | 35 - 3    | Tonga     | Grupo C |